# عبد الرحمن الأخضري
عبد الرحمن بن محمد الصغير بن محمد ابن عامر الأخضري المالكي (920 - 953 هـ / 1512 - 1545 م) من أبرز علماء الجزائر في القرن العاشر الهجري.

## مولده ونشأته
ولد الشيخ عبد الرحمن الأخضري سنة 920 هـ/ 1514 م ببلدة بنطيوس التي تبعد عن بسكرة بحوالي 30 كم من عائلة عرفت بالعلم. والده العالم المدرس محمد الصغير وأخوه الأكبر أحمد الأخضري كان عالما ومدرسا أيضا أخذ عن كليهما الفقه وعلوم اللغة وعلم المواريث بعد أن حفظ القرآن وأتقن رسمه وتلاوته ثم واصل تعلمه بقسنطينة ثم في جامع الزيتونة.[بحاجة لمصدر]

## تعليمه
تعلم على يد أبي يحيى بن عقبة في قفصة وقطن تونس من سنة ثمان وعشرين وأخذ بها عن أبي عبد الله القلجاني ثم عن ولده عمر وكذا عن قاسم العقباني حين اجتيازه بهم ولم يكن عنده أجل منه بل كان يصفه بالاجتهاد المطلق وأنه لا يفتي إلا بمذهب مالك وأما في خاصة نفسه فلا يعمل إلا بما يراه، وتقدم في الفقه والأصلين والعربية والمنطق وغيرها وشارك في الفضائل وتصدّر للتدريس والإفتاء وانتفع به الفضلاء وكان متين الديانة زاهداً ورِعاً تام العقل مُهاباً مع حسن العشرة والملاطفة والتقنع باليسير لا يخاف في الله لومة لائم وأعرض عن الفتيا حين اختلاف الكلمة.

## عبادته
نُقِل عن أجدادنا وشيوخنا ومنهم الشيخ القريشي مدني مشافهة:«أن الشيخ عبد الرحمن الأخضري كان عالما عاملا وتقيا ورعا وعابدا صوفيا، يقضي نهاره في التدريس فإذا ما أقبل الليل أوى إلى "خلوته" التي تقع بالقرب من مقام سيدي مسعود يتعبد ويتحنث ويصلي أغلب الليل وقبل الفجر يعود إلى المسجد ليستأنف نشاطه اليومي في التدريس أو التأليف».
وقد تناقل طلبة قجال خلفهم عن سالفهم أبياتا شعرية قيل أنها وجدت مكتوبة في كفن الشيخ عبد الرحمن الأخضري. وهي كما يلي منقولة عن الأستاذ عبد المجيد حمادوش كان قد سجلها له الشيخ القريشي مدني بخطه في كناشة خاصة:
إن تردد الشيخ عبد الرحمن الأخضري علي زاوية قجال، لم يكن لولا هذه العلاقة الروحية والعلمية التي كانت تربطه بالمكان وأهله مما يؤكد على المكانة الكبيرة التي كانت تحظى بها هذه القرية الصغيرة بحجمها، الكبيرة بقداستها الروحية والعلمية عند العلماء وسائر من تعلم فيها أو زارها أو عرف أهلها. وفي الأمثال العامية التي كثيرا ما تتردد على ألسنة أهل قجال ما يؤكد ذلك.

## مؤلفاته

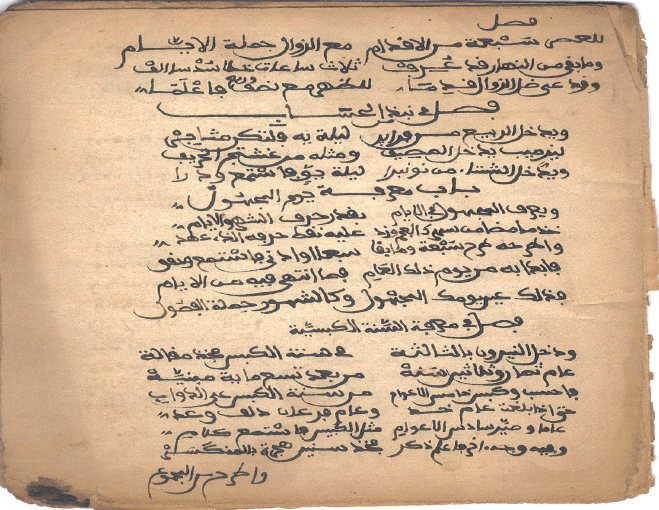
عُثر على رسالة رياضية في شكل شعري في مكتبة الشيخ الموهوب (منطقة القبائل في القرن التاسع عشر) نسخة من القرن التاسع عشر لمخطوطة للأخضري

ألف الشيخ الأخضري في شتى المعارف العقلية والشرعية والفقهية واللغوية والرياضية والفلكية ومن أشهر مؤلفاته:
- «السلم في المنطق» الذي ترجمه المستشرق الفرنسي لوسيان سنة 1921 م وقد عده من أعظم الكتب العالمية
- «مختصر الأخضري في العبادات» على مذهب الإمام مالك
- «نظم الجوهر المكنون في ثلاثة فنون: في علم البلاغة والبيان والبديع»
- «حلية اللب المصون على الجواهر المكنون»
- «منظومة الدرة البيضاء في الفرائض والحساب»
- «منظومة الدرة البيضاء في أحسن الفنون والأشياء»
- «نظم السلم المرونق في المنطق»
- «شرح السلم المرونق المذكور»
- «نظم السراج في علم الفلك»
- «نظم منثور ابن آجروم الدرر البهية على نظم الاجرومية»
- «نظم أزهر المطالب في هيئة الأفلاك والكواكب في علم الاسطرلاب»
- «قصيدة مدح النبي خالد بن سنان»
- «شعر القدسية واللامية في التصوف»

## مختارات من شعره
من شعره (169 بيتا) في مدح النبي محمد ﷺ:
قصيدة نصيحة الشبان جاء فيها:

## وفاته
توفي بقرية قجال وقد اختُلِف في تاريخ وفاته فمن قائل أنه توفي في (953 هـ/ 1546 م) ومن قائل أنه توفي في (983 هـ/ 1575 م) فعلى الرأي الأول يكون قد عاش ثلاثا وثلاثين سنة وهو المرجح عند أغلب المراجع التي ترجمت للشيخ الأخضري.

## وصلات خارجية
- صفحة عبد الرحمن بن محمد الصغير بن محمد بن عامر الأخضري على موقع فهرس.نت